# Luis Valcarce
Luis Valcarce Vidal (ur. 3 lutego 1993 w Ponferradzie) – hiszpański piłkarz występujący na pozycji lewego obrońcy w Real Avilés.